# Drozdowo (powiat kartuski)
Drozdowo (kaszub. Drozdowò) – osada w Polsce, w województwie pomorskim, w powiecie kartuskim, w gminie Stężyca.
Miejscowość leży na obszarze Kaszubskiego Parku Krajobrazowego. Wchodzi w skład sołectwa Szymbark. 
Do 2023 miejscowość była częścią wsi Szymbark.
W latach 1975–1998 Drozdowo administracyjnie należało do województwa gdańskiego.
Drozdowo 31 grudnia 2011 r. miało 24 mieszkańców.